# Alfredo Binda
Alfredo Binda, né le 11 août 1902 à Cittiglio (Italie) et mort le 19 juillet 1986 à Cittiglio (Italie), est un coureur cycliste italien. Légende du cyclisme sur route, il s'est notamment illustré en remportant cinq Tours d'Italie, deux Milan-San Remo, quatre Tours de Lombardie et trois championnats du monde sur route pendant l'entre-deux-guerres. À la fin de la Seconde Guerre mondiale et après sa retraite sportive, il devient directeur technique de l'équipe nationale italienne qui remportera quatre Tours de France entre 1948 et 1960, grâce à Fausto Coppi, Gino Bartali et Gastone Nencini.

## Biographie

### Enfance et débuts
Alfredo est le dixième enfant d'une fratrie de quatorze. Ses parents, Maffeo et Martina Binda, l'élèvent près de Cittiglio en Italie. Enfant, il apprend la trompette pour jouer avec ses frères, ce qui lui vaudra plus tard le surnom de Trompettiste de Cittiglio. Alors qu'il a 16 ans, Alfredo est envoyé par ses parents chez un oncle en France, à Nice, où il deviendra apprenti plâtrier. C'est là-bas qu'il fait ses premières armes dans le cyclisme au Nice Sport, avant de devenir professionnel à 21 ans en 1923 à La Française. Il signe son premier coup d'éclat en 1924 en se classant quatrième du Tour de Lombardie, pour sa première course d'envergure. Repéré par l'équipe italienne Legnano, alors dominante sur le circuit professionnel notamment grâce à Giovanni Brunero, Binda abandonne ses projets de naturalisation française et retourne dans son pays natal pour la saison 1925.

### La légende dela Joconde(1925 - 1936)
Binda fait partie de la formation Legnano alignée sur le Tour d'Italie 1925. Son compatriote et coéquipier Giovanni Brunero, vainqueur des éditions 1921 et 1922, est donné grand favoris avec Costante Girardengo, vainqueur des éditions 1919 et 1923, qui emmène l'équipe Wolsit. Binda se révèle aussi bon sprinteur que grimpeur et monte sur le podium des 5 premières étapes avant de s'imposer sur la sixième. Ce sera la première d'une série de 41 victoires d'étape sur le Tour d'Italie au cours de sa carrière. À l'issue de la 12e et dernière étape, Binda remporte son premier Tour d'Italie, reléguant Girardengo et Giovanni Brunero à 5 et 7 minutes.
Le trio Binda-Girardengo-Brunero se retrouve l'année suivante sur le Tour d'Italie 1926. Cependant, le suspens sera de courte durée : Binda chute lourdement lors de la première étape entre Milan et Turin, concédant plus de 30 minutes à ses rivaux. Il abandonne alors ses ambitions de victoire et se transforme en coéquipier de luxe pour Giovanni Brunero. Girardengo est cependant plus fort que ses rivaux et mène le classement général jusqu'à ce qu'une entorse lors de la 7e étape le contraigne à l'abandon. Le duo domine alors le peloton, et Brunero devient le premier coureur à remporter trois Tour d'Italie, Binda terminant à la seconde place. La même année, Binda remporte son premier titre de champion d'Italie sur route.

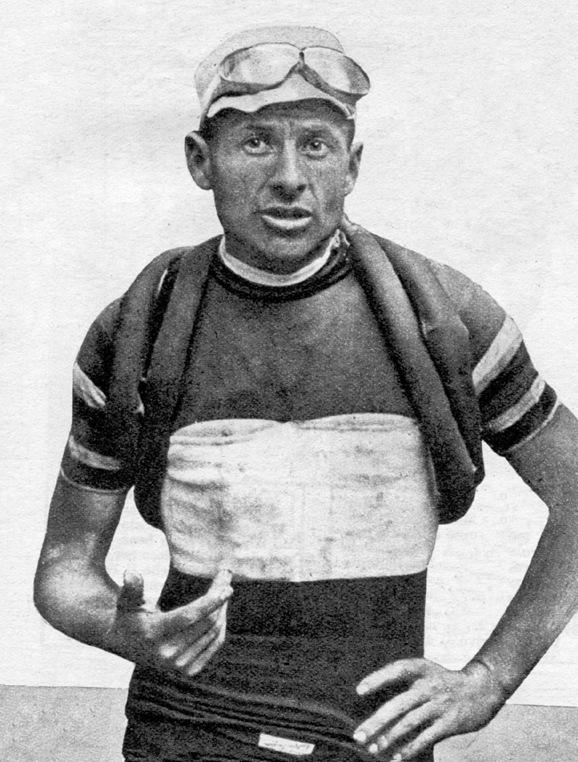
Alfredo Binda en 1927

Costante Girardengo ne s'aligne pas au départ de l'édition 1927 du Giro, laissant la voie libre aux coureurs de la formation Legnano. Binda alors au sommet de son art écrase la concurrence en remportant 12 des 15 étapes et relègue Brunero, deuxième du général, à plus de 27 minutes L'année 1927 est aussi le théâtre du premier championnat du monde de cyclisme sur route. La course a lieu le 21 juillet 1927 sur le mythique circuit du Nürburgring, inauguré un mois plus tôt. Binda retrouve son rival Girardengo, alors coéquipier de circonstance au sein de l'équipe italienne. À l'issue des 183 km, Alfredo Binda devient le premier champion du monde professionnel, avec plus de 7 minutes d'avance sur Girardengo, et le premier à porté le maillot arc-en-ciel, créé en 1922. En octobre, le trompettiste conclut sa saison en remportant son 3e Tour de Lombardie consécutif. Il est alors considéré comme le plus grand coureur de sa génération et acquiert le nouveau surnom de fuoriclasse, le surdoué. Son style élégant et implacable lui vaut également le surnom de Gioconda, la Joconde.
Il reste intouchable sur les Tours d'Italie 1928 et 1929 et devient le premier coureur à en remporter quatre éditions. Son frère, Albino Binda, lui aussi cycliste, remporte la 8e étape du Giro 1928 devant Alfredo donnant lieu à un podium familial insolite. Sur l'édition 1929, il remporte 8 étapes consécutives, fait toujours inégalé. Le public, lassé par la suprématie de l'italien, le conspue lors de l'arrivée à Milan. 1929 est également l'année de sa première victoire sur Milan-San Remo, autre monument du cyclisme sur route.

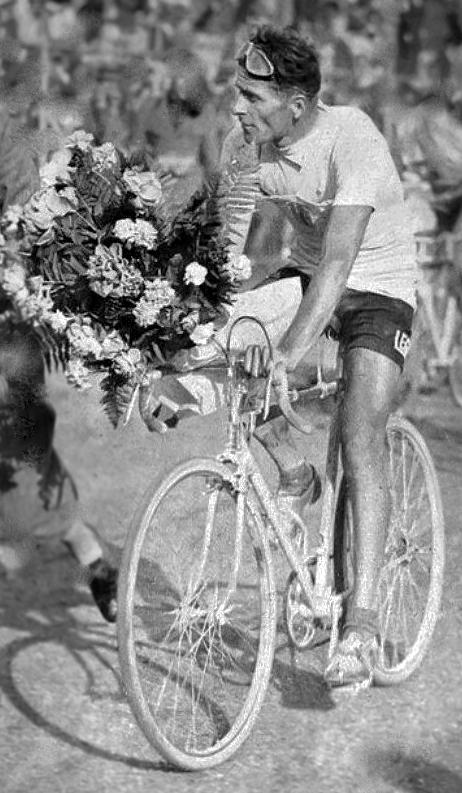
Alfredo Binda vainqueur du Giro 1933 effectuant son tour d'honneur à Milan

La Gazzetta dello Sport, organisatrice du Tour d'Italie, craint que la domination incontestable de Binda nuise à la réputation de la course. Fait étonnant dans l'histoire du sport professionnel, il est alors décidé de grassement payer Binda afin qu'il renonce à participer au Giro 1930. La prime de 22 500 lires offerte à l'italien est équivalente à la somme promise au vainqueur de la course. L'italien s'essaye alors au Tour de France et remporte deux étapes. Alors 3e de l'épreuve et apparemment en grande forme, il abandonne dans les Pyrénées. Les raisons de cet abandon sont sujets à controverse. Il affirmera dans un premier temps vouloir se préparer aux championnats du monde mais des rumeurs persistantes affirment que l'argent promis à Binda par La Gazzetta dello Sport est en passe d'être bloqué, le forçant à se rendre en Italie pour obtenir son dû. Il confirmera plus tard la véracité de ces rumeurs. Ce sera sa première et dernière participation au Tour. En août, il remporte son deuxième titre de champion du monde.
La Joconde commence la saison 1931 en remportant son second Milan-San Remo. Quelques mois plus tard, il s'aligne au départ de l'édition la 19e édition du Giro, célèbre pour avoir introduit le maglia rosa, maillot rose promis au premier du classement général et alter-ego du maillot jaune français. Binda le revêt pour la première fois à l'issue de la 3e étape, au coude à coude avec Learco Guerra. Le trompettiste chute lors de la 6e étape et se blesse au dos. Il abandonnera lors de la 7e étape. Guerra connaîtra le même sort après qu'un fan enthousiaste le fit chuter lors de la 9e étape alors qu'il menait le classement général. Talentueux et résiliant, Learco Guerra, alors rival désigné de Binda, deviendra champion du monde la même année. En octobre, Binda devient le premier coureur à remporter quatre Tour de Lombardie, record qui ne sera égalé que 18 ans plus tard, puis dépassé en 1954 par un certain Fausto Coppi.
Le début d'année 1932 n'est pas faste pour Binda. En méforme sur le Tour d'Italie, il sacrifie ses chances de victoire pour assister son coéquipier Antonio Pesenti, qui ramènera le maillot rose à Milan. Cependant, le championnat du monde est cette année organisé à Rome, sur les terres du fuoriclasse. Il s'impose devant Remo Bertoni avec seulement 15 secondes d'avance: Binda devient triple champion du monde. Bien qu'égalé par quatre autres coureurs depuis, ce record tient toujours.
Alfredo Binda marquera une dernière fois l'histoire du Giro de sa superbe sur l'édition 1933, considéré comme le premier Tour d'Italie moderne (premier contre-la-montre, introduction du classement de la montagne). La Gioconda survole la course, remporte 6 étapes, le premier grand prix de la montagne de l'histoire, et empoche ainsi son premier maillot rose en reléguant Jef Demuysere à plus de 12 minutes. Bien qu'intouchable sur cette édition, sa victoire sur la 17e étape sera la dernière de sa carrière. Il abandonnera le Giro 1934 lors de la 6e étape après avoir été heurté par une moto de police et terminera 16e de l'édition 1935, pour sa dernière participation, marquée par l'émergence d'un nouveau phénomène encore anonyme : Gino Bartali. Ses cinq victoires sur ce tour seront égalées en 1953 par Fausto Coppi et en 1974 par Eddy Merckx, mais personne n'a jusqu'à présent franchi cette barre. Ses quarante-et-une victoires sur le Giro ne seront dépassées que près de soixante-dix ans plus tard, par le sprinteur Mario Cipollini.
Blessé au fémur, il prend sa retraite sportive en 1936.

### L'après retraite sportive (1936 - 1948)
Par ses succès sportifs et son image glamour, Binda jouit d'une fortune et d'une popularité phénoménales.

### Entraineur de l'équipe d'Italie de cyclisme sur route (1948-1960)
De 1948 à 1961, Alfredo Binda est entraîneur de l'équipe italienne de cyclisme sur route. Il dirigera les plus grands coureurs de la génération d'après-guerre, tels que Fausto Coppi, Gino Bartali ou encore Fiorenzo Magni, grâce à qui il se constituera un palmarès d'entraineur aussi phénoménal que son palmarès de coureur. Sur le Tour de France, prenant alors la forme d'une compétition entre équipes nationales, il remporte quatre succès en tant que directeur sportif, avec Gino Bartali en 1948, Fausto Coppi en 1949 et 1952 et Gastone Nencini en 1960.

Il épouse en 1951 Angela Ambrosetti dans la basilique San Vitore de Varese, à quelques kilomètres de sa ville natale de Cittiglio. De ce mariage naîtront deux filles, Laura et Maria.

## Palmarès

### Palmarès année par année
| - 1922 - Nice-Puget-Théniers-Nice - Circuit Vélo-Sport de Cannes - Grand Prix du Saleya-Club - 2e de Nice-Toulon-Nice - 3e de Nice-Mont Chauve - 1923 - Trophée du Petit Journal - Nice-Mont Chauve - Grand Prix de Toulon - Nice-Puget-Théniers-Nice - Tour du Var - Grand Prix du Souvenir - Grand Prix de la Victoire - Marseille-Nice - Grand Circuit du Cyclo-Club de Nice - 3e de Madrid-Santander - 3e de Nice-Mont Agel - 1924 - Marseille-Nice - Grand Circuit Chemineau - Coupe Martini & Rossi - Toulon-Nice - Grand Prix Magellan - Course de côte du mont Faron - Circuit Justin Berta - Tour du Sud-Est : - Classement général - 3e et 6e étapes - Nice-Annot-Nice - Grand Prix du Saleya-Club - Grand Prix de Beausoleil - Grand Prix de L'Avenir Cycliste de Nice - Nice-Puget-Théniers-Nice - Grand Prix de Nice - 2e de Marseille-Nice-Toulon - 4e du Tour de Lombardie - 1925 - Tour d'Italie : - Classement général - 6e étape - Tour de Lombardie - 2e du championnat d'Italie sur route - 2e du Tour d'Émilie - 2e de Milan-Modène - 3e du Tour du Piémont - 7e de Paris-Roubaix - 1926 - Champion d'Italie sur route - Tour du Piémont - 3e, 6e, 7e, 9e, 11e et 12e étapes du Tour d'Italie - Tour de Toscane - Tour de la province de Milan (avec Giovanni Brunero) - Milan-Modène - Tour de Lombardie - Rome-Naples-Rome - 2e du Tour d'Italie - 2e du Tour de Vénétie - 3e du Tour de Romagne - 1927 - Champion du monde sur route - Champion d'Italie sur route - Tour du Piémont - Tour d'Italie : - Classement général - 1re, 2e, 3e, 5e, 6e, 7e, 8e, 9e, 10e, 12e, 14e et 15e étapes - Tour de Toscane - Tour de Lombardie - Six Jours de Milan (avec Costante Girardengo) - 2e de Milan-San Remo - 2e du Tour d'Émilie | - 1928 - Champion d'Italie sur route - Tour de Cologne - Tour d'Italie : - Classement général - 2e, 3e, 4e, 5e, 10e et 11e étapes - Predappio-Roma - Tour de Vénétie - 2e de Milan-San Remo - 2e de Milan-Modène - 3e des Six Jours de Dortmund (avec Pietro Linari) - 1929 - Champion d'Italie sur route - Milan-San Remo - Tour de Romagne - Tour d'Italie : - Classement général - 2e, 3e, 4e, 5e, 6e, 7e, 8e et 9e étapes - Predappio-Roma - 2e du Tour du Piémont - 3e du championnat du monde sur route - 1930 - Champion du monde sur route - 8e et 9e étapes du Tour de France - 2e du Tour de Toscane - 2e de Predappio-Roma - 2e du Tour de Lombardie - 2e du championnat d'Italie sur route - 3e des Six Jours de New York (avec Pietro Linari) - 1931 - Milan-San Remo - 3e et 4e étapes du Tour d'Italie - Tour de Lombardie - 6e du championnat du monde sur route - 1932 - Champion du monde sur route - Tour de la province de Milan (avec Raffaele Di Paco) - 2e de Milan-San Remo - 2e du Tour de Campanie - 2e des Six Jours de Chicago (avec Norman Hill) - 3e du Tour de Toscane - 3e du championnat d'Italie sur route - 7e du Tour d'Italie - 1933 - Tour d'Italie : - Classement général - 2e, 8e, 9e, 10e, 13e (contre-la-montre) et 17e étapes - 2e des Six Jours de New York (avec Norman Hill) - 6e de Milan-San Remo - 6e du championnat du monde sur route - 1934 - 2e du Tour de la province de Milan (avec Fabio Battesini) |  |

### Résultats sur les grands tours

#### Tour d'Italie
En dix participations, Alfredo Binda remporte cinq fois le Tour d'Italie, totalisant 41 victoires d'étapes et 59 jours en tête du classement général.
- 1925 : Vainqueur du classement général, vainqueur de la 6e étape
- 1926 : 2e, vainqueur des 3e, 6e, 7e, 9e, 11e, 12e étapes
- 1927 : Vainqueur du classement général, vainqueur des 1re, 2e, 3e, 5e, 6e, 7e, 8e, 9e, 10e, 12e, 14e, 15e étapes
- 1928 : Vainqueur du classement général, vainqueur des 2e, 3e, 4e, 5e, 10e, 11e étapes
- 1929 : Vainqueur du classement général, vainqueur des 2e, 3e, 4e, 5e, 6e, 7e, 8e, 9e étapes
- 1931 : abandon (7e étape), vainqueur des 3e et 4e étapes
- 1932 : 7e
- 1933 :  Vainqueur du classement général, vainqueur du  classement de la montagne et des 2e, 8e, 9e, 10e, 13e (contre-la-montre) et 17e étapes,  maillot rose pendant 13 jours
- 1934 : abandon (6e étape)
- 1935 : 16e

#### Tour de France
1 participation
- 1930 : abandon (10e étape), vainqueur des 8e et 9e étapes

## Distinctions
- En 2002, Alfredo Binda fait partie des coureurs retenus dans le Hall of Fame de l'Union cycliste internationale[17].
- Une course féminine, le Trofeo Alfredo Binda-Comune di Cittiglio, est organisée chaque année depuis 1974.

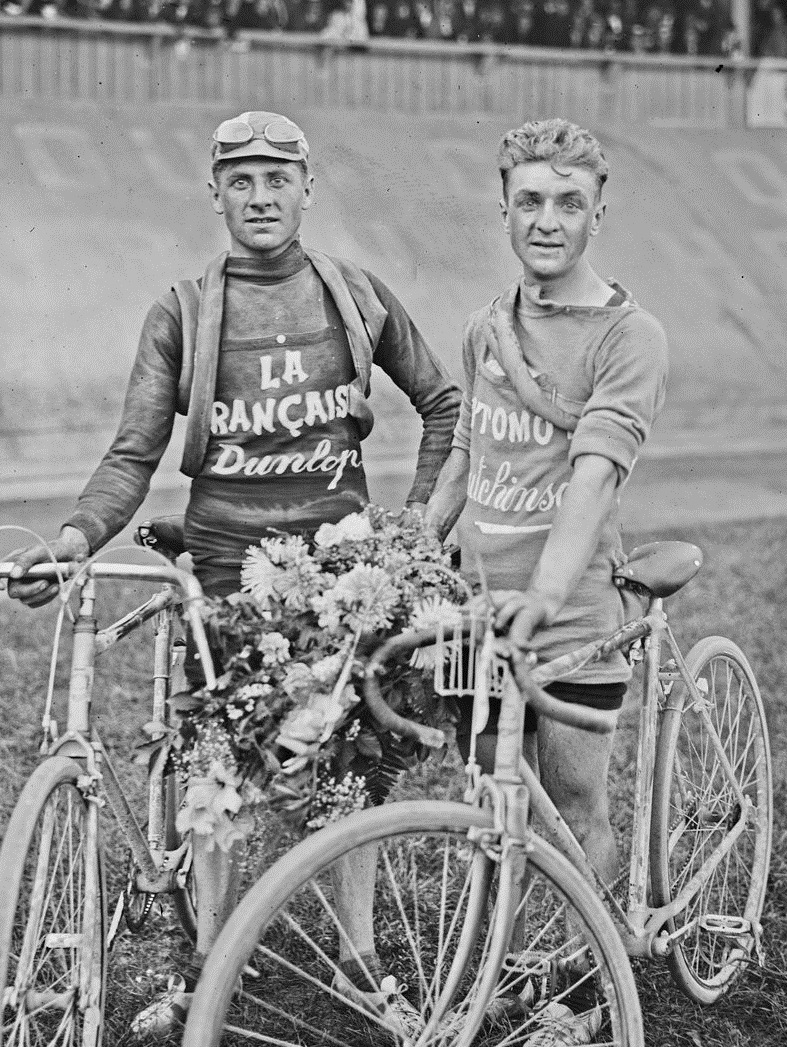
Finale du brevet militaire Wolber, stade Buffalo, le 12 août 1923, de g. à d. Alfredo Binda, 3e, Jean Bidot, 1er.

## Hommage
- Le 7 mai 2015, en présence du président du Comité national olympique italien (CONI), Giovanni Malagò, a été inauguré le Walk of Fame du sport italien dans le parc olympique du Foro Italico de Rome, le long de Viale delle Olimpiadi. 100 tuiles rapportent chronologiquement les noms des athlètes les plus représentatifs de l'histoire du sport italien. Sur chaque tuile figure le nom du sportif, le sport dans lequel il s'est distingué et le symbole du CONI. L'une de ces tuiles lui est dédiée [18].

## Citations
- « Ce fut le plus grand routier de l'histoire. » (Henri Desgrange)[19]
- « Vous lui auriez mis un verre rempli d'eau sur la tête qu'il aurait escaladé le Tourmalet sans renverser la moindre goutte. » (René Vietto)[20]